# 尚帕尼亚克-拉里维耶尔
尚帕尼亚克-拉里维耶尔（法語：Champagnac-la-Rivière，法語發音：[ʃɑ̃paɲak la ʁivjɛʁ]）是法国新阿基坦大区上维埃纳省的一个市镇，属于罗什舒阿尔区。

## 地理
尚帕尼亚克-拉里维耶尔（45°42'35"N, 0°54'44"E）面积24.46 平方千米，位于法国新阿基坦大区上维埃纳省，该省份为法国中西部省份，北起顺时针与安德尔省、克勒兹省、科雷兹省、多爾多涅省、夏朗德省和维埃纳省接壤。
与尚帕尼亚克-拉里维耶尔接壤的市镇（或旧市镇、城区）包括：戈尔河畔圣洛朗、沙吕、尚萨克、拉沙佩尔蒙特布朗代、屈萨克、杜尔纳扎克、韦尔河畔奥拉杜尔。
尚帕尼亚克-拉里维耶尔的时区为UTC+01:00、UTC+02:00（夏令时）。

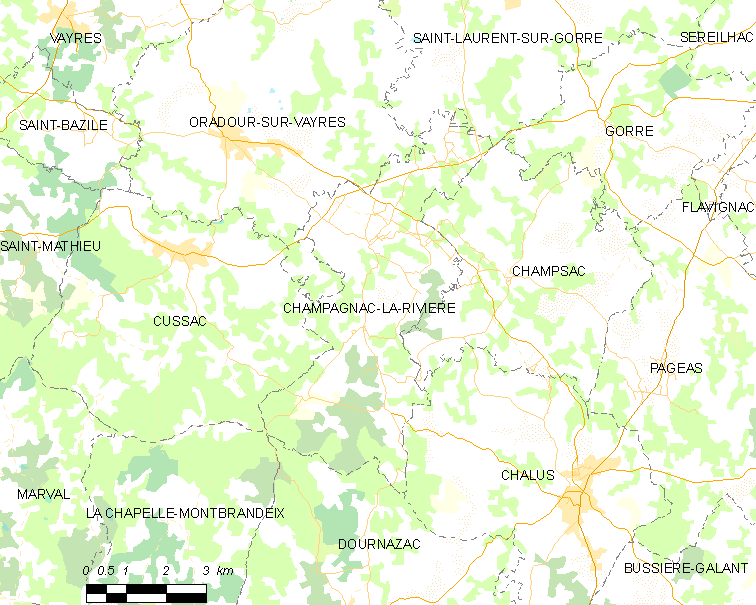
尚帕尼亚克-拉里维耶尔的OSM定位图

## 行政
尚帕尼亚克-拉里维耶尔的邮政编码为87150，INSEE市镇编码为87034。

## 政治
尚帕尼亚克-拉里维耶尔所属的省级选区为罗什舒阿尔县。

## 人口
尚帕尼亚克-拉里维耶尔于2022年1月1日时的人口数量为591人。

1962-2008年间尚帕尼亚克-拉里维耶尔人口变化图示